# Aceto balsámico

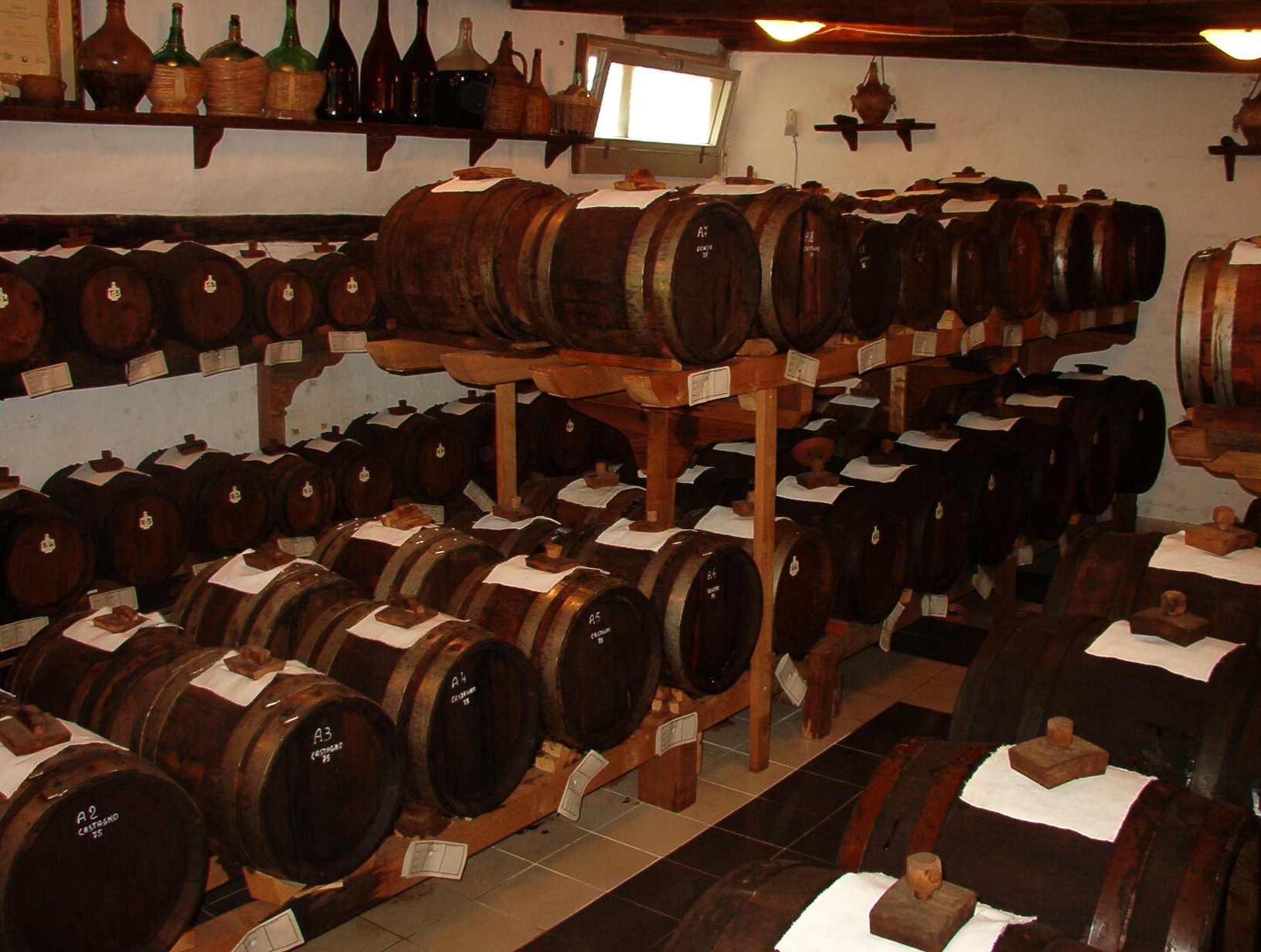
Toneles de aceto madurando en una bodega.

El aceto (también, aceto balsámico, vinagre de Módena o vinagre balsámico) es un tipo de vinagre de origen italiano, de la región de Emilia-Romaña, sobre todo de la ciudad de Módena. Se trata de un vinagre obtenido a partir de una mezcla de vinos, en la que intervienen vinos tintos y vinos blancos, que se han producido a partir de uvas de las variedades: trebbiano, uniblanc, malbec o barbera. Dentro de sus características se destaca un sabor fuerte y ligeramente dulce, y su color oscuro. Mientras que las versiones industriales se obtienen mediante maduración por períodos de 4 a 5 años, las versiones más limitadas de este vinagre mencionan al menos doce años de maduración, en toneles de madera.

## Elaboración
El aceto balsámico se prepara pasando por las tres fases de elaboración de cualquier vinagre, la única que diferencia este vinagre de los demás es el complicado y elaborado proceso de cada una de las fases:
- Fermentación alcohólica. En el que se emplean principalmente uvas de trebbiano. Los mostos obtenidos se concentran (de 100 kg de uva trebbiano se obtienen 70 litros de mosto fresco que luego de la cocción se reducen a 30 litros) y se fermentan alcohólicamente.
- Oxidación acética. Se emplea una variante del método de Orleans, al igual que en la antigua elaboración de los vinagres.
- La maduración o envejecimiento. Los buenos acetos dicen que deben haber madurado en toneles de madera al menos 12 años. En el siglo XV, se elaboraban con un envejecimiento de por lo menos, 40 años.

El principal esfuerzo se realiza en la última etapa, en la que se emplean pequeños toneles de diferentes maderas: roble, morera, castaño, cerezo, enebro y fresno. Durante el proceso de maduración se van cambiando los contenidos y mezclando entre ellos con vinagres más jóvenes en toneles cada vez más pequeños, siguiendo unas pautas y unas reglas secretas que pasan de generación en generación dentro de los elementos de una familia elaboradora.

## Tipos

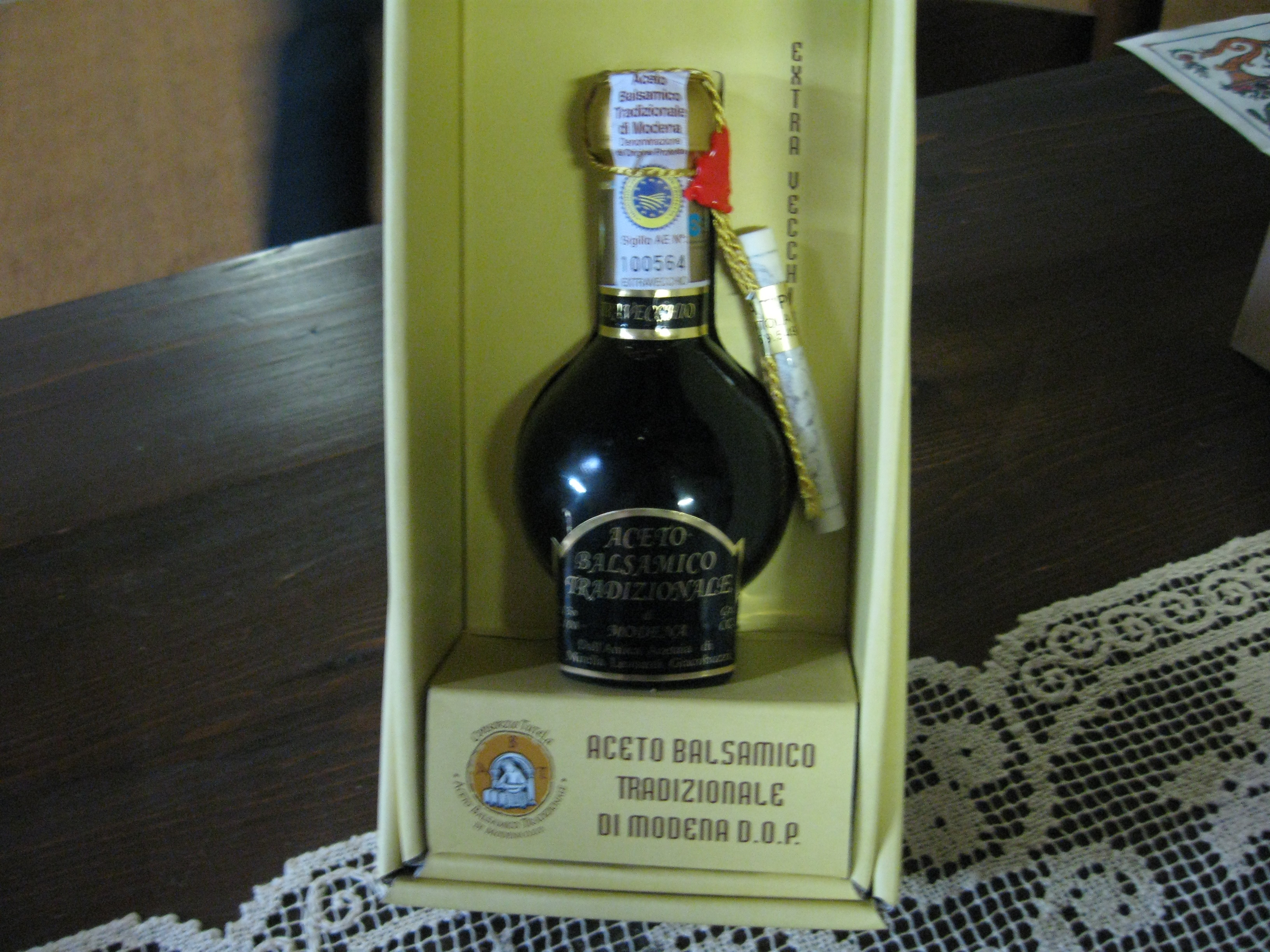
El Aceto Balsamico Tradizionale di Modena debe venderse en este tipo de botella.

Se distinguen tres tipologías de aceto balsámico:
- Aceto Balsamico Tradizionale di Modena DOP.
- Aceto Balsamico Tradizionale di Reggio Emilia DOP.
- Aceto Balsamico di Modena IGP.
- Condimento Balsámico, ni DOP ni IGP, es decir, sin disciplina de producción.

Los mejores acetos balsámicos proceden históricamente de Módena (Aceto balsamico di Modena y Aceto Balsamico Tradizionale di Modena) o de Reggio Emilia (Aceto balsamico di Reggio Emilia) y tienen denominación de origen de la zona del norte de Italia. Estos acetos tienen el apelativo de "aceto balsamico tradizionale". Antes de que el aceto se llegue a comercializar se analiza por un conjunto de catadores expertos de un Consorcio del Aceto; son ellos los que determinan si poseen las propiedades organolépticas y de calidad adecuadas para la comercialización. Tras esto, se embotella (en presencia del productor) en una botella exclusiva de 100 ml. diseñada por Giorgio Giugiaro, y se clasifica en aceto Capsula Bianca (o refinado) cuando ha envejecido durante al menos 12 años en toneles de madera, o en aceto Cápsula Oro (o Extra Viejo) cuando tiene más de 25 años.

## Historia
El origen de este tipo de vinagre es desconocido, se tiene la creencia que se remonta a la época medieval, aunque los primeros testimonios escritos datan de 1046, en efecto en el poema Vita Mathildis del monje Donizone que describe como se elabora un aceto perfettissimo al gusto del emperador alemán Enrique II. Este tipo de vinagre no se popularizó fuera de Italia hasta la década de 1980, hoy en día puede comprarse en casi cualquier supermercado europeo y americano.
A fines del siglo XIX, Argentina recibió una gran cantidad de inmigrantes italianos. Con sus hábitos e historia a cuestas, algunos de ellos buscaron tierras propicias para desarrollar esa producción, reconociendo en la zona de Cuyo un clima continental ideal para el cultivo de la vid, con días de sol intenso y noches de bajas temperaturas. Particularmente la Argentina, cuenta con varias empresas y consorcios elaboradores de aceto. En la provincia de San Juan encontramos varias empresas que, continuando la tradición familiar, conservan los métodos centenarios de elaboración.  El secreto de la elaboración del aceto balsámico se transfirió de una generación a la otra y se mantuvo relativamente en pocas manos, convirtiéndose en un producto valorado que encontró en las vides nacionales la materia prima ideal para volcar la antigua tradición adquirida por aquellos inmigrantes en su terruño natal. Con la inmigración europea a los países latinos este tradicional producto, fue incorporado en los hábitos alimentarios de los países del Nuevo Mundo.

## Diferencias con los vinagres corrientes
Las diferencias con los vinagres más corrientes son:
- Se elabora directamente con el mosto del vino y no con el vino, tal y como ocurre con los demás vinagres.
- La elaboración es una mezcla continua de viejos y nuevos vinagres.
- La maduración se hace en toneles de diferentes maderas.
- El tiempo de maduración es muy superior al del resto (al menos 12 años).

## Usos

### Gastronomía
Este tipo de vinagre es muy adecuado por su sabor como acompañamiento de carnes asadas. Es recomendable añadir solo unas gotas a la salsa para aliñar las ensaladas, debe tenerse cuidado con las cantidades ya que si no se sabe utilizar puede estropear un plato (se suele calcular una cucharadita por persona). Una receta muy conocida en Módena es filete con salsa balsámica. En el caso de emplearlo con platos calientes debe vertirse justo antes de retirarlo del fuego. Si se es posible verter solo una gota en algunos helados, se puede llegar a descubrir un sabor diferente y muy original. 
El sabor de este vinagre es tan sutil que realza los condimentos con sabor a fruta, si se calienta desaparece su acidez y dulzura. Este vinagre se conserva bien incluso una vez abierto, la introducción de oxígeno no deteriora el contenido. Debe conservarse en un sitio fresco, alejado del calor, y a ser posible que no haya demasiada luz, no debe guardarse cerca de otros artículos que despidan un olor fuerte. Los sedimentos encontrados en el fondo de la botellita o recipiente no deben tenerse en cuenta como una disminución de la calidad, es un proceso natural de este vinagre. Algunos cocineros mencionan que si se dejara en botellas sus propiedades irían evolucionando y su sabor cambiando. Si llegase a tener más de 50 años se volvería demasiado espeso y aromático para emplearlo en la cocina.

### Medicinal
El apelativo balsámico se atribuye a su antiguo uso como medicamento o remedio contra el reumatismo y se aplicaba por frotación sobre la parte afectada.[cita requerida]